# 류점희
류점희(1971년 6월 11일 ~ )는 한국의 여자 성우다. 1996년 가을 투니버스 2기 공채 성우로 데뷔했다.

## 출연 작품

### TV 애니메이션
- 7인의 나나 (투니버스) - 오노데라 히토미
- 갤럭시 엔젤A (애니맥스) - 마리브 페이로
- 터닝메카드W - 미리내
- G.T.O (투니버스) - 오오타 히데미
- 개구리 중사 케로로 (투니버스) - 타마마
- 건퍼레이드 마치 (애니맥스) - 타나베 마키
- 결계사 (투니버스) - 공주
- 살아있는 시체들의 밤 (1968년) - 헬렌 쿠퍼
- 그 남자! 그 여자! (투니버스) - 채은비
- 꼬마마법사 레미 비바체 (투니버스) - 하나
- 꿈빛 파티시엘 (투니버스) - 레몬, 아멜리 엄마
  - 꿈빛 파티시엘 프로페셔널 (투니버스) - 레몬
- 꽃보다 남자 (투니버스) - 윤채리
- 나나 6/17 (투니버스) - 나나
- 내일의 나쟈 (투니버스) - 로즈마리
- 냉장고 나라 코코몽 (투니버스) - 파닥
- 다!다!다! (투니버스) - 은초롱, 귤 선생님
- 대운동회 OVA (투니버스) - 안나 레스피기
- 뚜루뚜루뚜 나롱이 (MBC) - 리리, 호비
- 러키스타 (애니박스) - 유타카
- 록맨 에그제 엑세스 (투니버스) - 아네타
- 리틀펫샵 - 밍카
- 마루코는 아홉살 (투니버스) - 할머니, 노마
- 명탐정 코난 X파일 1기 (투니버스) - 양정희
- 미소의 세상 (투니버스) - 조은이 선생님, 수진
  - 미소의 세상 스페셜 (투니버스) - 조은이 선생님
- 배틀짱 (투니버스) - 카푸쇼
- 블리치 (투니버스) - 쿠사지시 야치루
- 사랑은 정말 (투니버스) - 정하영
- 세토의 신부 (투니버스) - 마키, 나가스미의 할머니
- 슈가슈가룬 (투니버스) - 소피아
- 스모모모모모모 ~지상최강의 신부~ (애니박스) - 쿠즈류 모모코
- 신비아파트 고스트볼Z: 어둠의 퇴마사 - 마녀 / 은영
- 신비한 별의 쌍둥이 공주 (투니버스) - 부모
- 에어마스터 (투니버스) - 하나
- 엘르멘탈 제라드 (투니버스) - 휘로
- 짜장소녀 뿌까 (챔프TV) - 칭
- 츠바사 크로니클 (투니버스) - 모코나
- 케이온! (애니맥스) - 히라사와 유이
- 쾌걸 조로리 (투니버스) - 이시시
- 피타텐 (투니버스) - 강세나
- 학교괴담 (투니버스) - 오경태
- 페콜라 (MBC) - 츄츄
- 짜장소녀 뿌까 (MBC) - 칭
- 발명왕 트레이시 (MBC 무비스) - 메건
- 파딩숲 친구들의 모험 (투니버스) - 족제비
- 프란체스코의 아름다운 세상 (투니버스) - 소피아
- 우주에서 온 모자코 (투니버스) - 모자리
- 엄지공주의 모험 (투니버스)
- 헨델과 그레텔 (투니버스) - 그레텔
- DARKER THAN BLACK -유성의 제미니- (애니맥스) - 사와사키 요코
- 코바토 (애니맥스)
- 졸업 - 세일러 빅토리 (애니맥스) - 민영
- 버드나무 사이로 부는 바람 (투니버스)
- 초기동전설 다이나기가 (투니버스) - 채영
- 베이비짱 (퀴니) - 야미, 유미
- 델토라 퀘스트 (애니맥스) - 피리
- 왕도둑 징 (투니버스) - 미모사
- 숲속의 전설 무시킹 (투니버스) - 사냥꾼2
- 풀 메탈 패닉 후못후 (투니버스) - 토키와 쿄코
- 무적코털 보보보 (투니버스) - 떡꼬치맨
- 탐정학원 Q (투니버스) - 구미코
- 꿈의 크레용 왕국 (투니버스) - 실버
- 전설의 마법 쿠루쿠루 (투니버스) - 북북춤 소녀, 검의 요정
- 몬스터 (투니버스) - 슈만 부인
- 토리코 (카툰네트워크) - 세츠노
- 천공전사 젠키 (투니버스)
- 오즈 (투니버스) - 미스트 소령
- 신혼합체 고단나 (MBC 무비스) - 나미 / 루우
- 피블의 모험4 (MBC 무비스) - 피블
- 엘리엇 키드 (투니버스) - 미미
- 웨딩피치 (투니버스) - 짜마
- 정글은 언제나 맑음 뒤 흐림 (투니버스) - 마리
- 생일왕국의 프린세스 프링 (KBS1) - 젤리콩
- 미르모 퐁퐁퐁 (투니버스) - 판다
- 행복한 세상의 족제비 (투니버스) - 쪼롱이

### 극장용 애니메이션
- 케로로 중사 극장판 1기 - 최종병기 키루루 (투니버스) - 타마마 이등병
- 케로로 중사 극장판 2기 - 심해의 프린세스 (투니버스) - 타마마 이등병
- 케로로 중사 극장판 3기 - 케로로 대 케로로 천공대결전 (투니버스) - 타마마 이등병
- 케로로 더 무비: 드래곤 워리어 (투니버스) - 타마마 이등병
- 케로로 더 무비: 기적의 사차원섬 (투니버스) - 타마마 이등병
- DARKER THAN BLACK -흑의 계약자- OVA (애니맥스) - 요코
- 더 무비 케이온 - 유이
- 꼬마마녀 요요와 네네 - 요미
- 토리코 극장판 : 미식신의 스페셜메뉴 - 세츠노

### 외화

#### 드라마
- 33분 탐정 (투니버스) - 리카 (미즈카와 아사미)
- 가면라이더 파이즈 (투니버스) - 스마트 레이디 / 하루코 / 여비서 / 어린 아키 / 여자
- 명탐정 코난 드라마스페셜 - 남도일에게 보내는 도전장 (투니버스) - 마이경 (미즈카와 아사미)
- 키스 오브 드래곤 (SBS)
- 파워레인저 닌자포스 (애니박스) - 이꽃비(화이트 닌자)

### 게임
- 브라운 더스트 - 레피테아, 글로리아
- 두근두근 메모리얼 - 마키하라 메구미
- 센티멘탈 그래피티 - 사와타리 호노카
- 스타크래프트 II - 셀렌디스 집정관
- 음양사- 좌부동자
- 포토제닉 - 오리하라 우미
- 인피니티 온라인 - 바이올렛
- 디아블로3 - 마그다
- 월드 오브 워크래프트 - 노움 여자 NPC / 고블린 여자 NPC / 발키르 쌍둥이 / 크로미
- 사이퍼즈 - 네비게이터 제피
- 에어라이더 - 마리드
- 블루 드래곤 (XBOX 360) - 마루마로
- 블레이드앤소울 - 소연화
- 무인도 이야기 2000 - 미키
- 도타2 - 거미여왕